# Palanca-negra-gigante
A palanca-negra-gigante (Hippotragus niger variani) é uma subespécie de palanca-negra (H. niger). De todas as subespécies, esta destaca-se pelo grande tamanho, sendo um dos ungulados africanos mais raros. Esta subespécie é endémica de Angola, apenas existindo em dois locais, o Parque Nacional de Cangandala e a Reserva Natural Integral de Luando.  
Em 2002, após a Guerra Civil Angolana, pouco se conhecia sobre a sobrevivência de múltiplas espécies em Angola e, de facto, receava-se que a Palanca Negra Gigante tivesse desaparecido. Em janeiro de 2004, um grupo do Centro de Estudos e Investigação Científica da Universidade Católica de Angola, liderado pelo Dr. Pedro vaz Pinto, obteve as primeiras evidências fotográficas do único rebanho que restava no Parque Nacional de Cangandala, ao sul de Malanje, confirmando-se assim a persistência da população após um duro período de guerra.
Atualmente, a Palanca Negra Gigante é considerada como o símbolo nacional de Angola, sendo motivo de orgulho para o povo angolano. Como prova disso, a seleção de futebol angolana é denominada de "palancas-negras" e a companhia aérea angolana, TAAG, tem este antílope como símbolo. Palanca é também o nome de uma das subdivisões da cidade de Luanda, capital de Angola. Na mitologia africana, assim como outros antílopes, eles simbolizam vivacidade, velocidade, beleza e nitidez visual.
Contudo, devido à caça excessiva antes da Guerra, à Guerra Civil e às ameaças correntes por parte de caçadores furtivos, a Palanca Negra Gigante é avaliada como ameaçado de extinção na Lista Vermelha de Espécies Ameaçadas da IUCN.
Em 2019, Angola conta com cerca de 200 exemplares da Palanca Negra Gigante, endémica e ameaçada de extinção, sobretudo devido à caça furtiva. Os cerca de 200 animais estão concentrados no Parque Nacional da Cangandala e na Reserva Integral do Luando, na província angolana de Malanje.

## Descrição

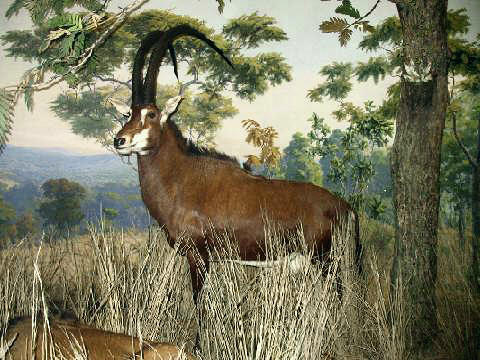
Espécime empalhado no Museu Americano de História Natural, Nova York

Tal como nas outras subespécies de Palanca Negra, o dimorfismo sexual é acentuado, contudo ambos os sexos apresentam cornos. Estes, por sua vez, são maiores nos machos, que podem atingir 1,6 metros de comprimento. Machos e fêmeas são muito parecidos até atingirem os três anos de idade, quando os machos ficam mais escuros e desenvolvem chifres majestosos. O macho pesa em média 238 kg (520 lb) e apresenta uma altura de 116–142 cm (46–56 pol). As fêmeas pesam 220 kg e são ligeiramente mais pequenas que os machos. Os cornos apresentam uma maior curvatura nos machos, podendo atingir comprimentos de 81–165 cm (32–65 pol), enquanto os cornos das fêmeas são mais curtos, medindo apenas 61–102 cm (24–40 pol) de comprimento. Os machos apresentam uma pelagem negra, enquanto que as fêmeas e os jovens são castanhos. Esta subespécie apresenta um padrão especial característico, com uma interrupção na linha branca que, nas outras subespécies, liga a mancha branca ocular à boca. Os juvenis com menos de dois meses de idade costumam ser acastanhados apresentam pequenas marcas. 

## Ecologia e comportamento
Como todos os antílopes, as palancas negras gigantes são tímidas por natureza, mas também podem ser muito agressivas. Os machos podem ser especialmente perigosos quando feridos ou atacados. Nas lutas entre machos, estes evitam ferimentos graves, ajoelhando-se sobre as patas dianteiras e lutando com os cornos. As fatalidades dessas lutas são raras. 
Os juvenis tendem a ser caçados por leopardos e hienas, enquanto os adultos são geralmente ameaçados apenas por leões e crocodilos. Quando assustado, o antílope normalmente corre apenas uma curta distância antes de desacelerar e olhar para trás; no entanto, quando são perseguidos, podem atingir os 56 km/h.  
Evidências de DNA mitocondrial de um exemplar preservado no Museu da Ciência da Universidade de Coimbra antes da Guerra Civil Angolana sugerem que a Palanca Negra Gigante é uma subespécie monofilética e que se separou de outras subespécies há cerca de 170 mil anos.

## Habitat
A palanca negra gigante é especialista do miombo angolano. É uma espécie em extinção e encontra-se protegido em dois parques naturais, havendo projetos de conservação para a preservação das populações. Normalmente, as palancas negras são consumidores especializados que se alimentam de folhagem e ervas, especialmente aqueles que crescem em ninhos de térmita.  

## Relação com seres humanos
A palanca negra gigante é o símbolo nacional de Angola e é retratado em numerosos selos, notas e até passaportes da nação. A seleção nacional de futebol de Angola é conhecida como Palancas Negras em homenagem ao antílope.  
Contudo, a preservação da mesma encontra-se comprometida pelo elevado valor dos seus cornos, sendo a caça furtiva uma ameaça recorrente à perseverança da população.